# Комитет по денежной политике Банка Англии
Комитет по денежной политике Банка Англии (англ. The Monetary Policy Committee (MPC)) — государственный орган Великобритании, ответственный за установление официальных процентных ставок.

## Состав Комитета
Комитет состоит из девяти членов и включает в себя председателя, двух его заместителей, двух исполнительных директоров центрального банка и четырёх независимых экспертов. Главой Комитета по кредитно-денежной политике является Председатель Банка Англии.

## Деятельность
Решения по уровню процентных ставок принимаются на заседаниях Комитета, которые проводятся ежемесячно. Заседание идёт 2 дня, решение публикуется во второй день, как правило, в 12:00 GMT (16:00 по Москве). В первый день обсуждают экономические данные без определения каких-либо решений, во второй день — делают выводы и голосуют. На заседании присутствуют представители Министерства финансов Великобритании (без права голоса). Через 2 недели комитет публикует своё решение и точку зрения большинства и меньшинства.
Согласно общей политике Банка Англии в соответствии с текущим бюджетом цели по фиксации оптимальных ставок считаются достигнутыми, если удалось обеспечить сохранение инфляции на уровне, не превышающем 2 % (на 2011 год).
Комитет по денежной политике помимо заявлений издаёт ежеквартальный «Доклад об инфляции» и «Квартальный бюллетень». В первом даётся подробный прогноз экономического роста и инфляции на ближайшие два года и обоснованием принятых решений. В «Квартальном бюллетене» приводятся прошлые решения в области денежной политики, анализ состояния экономики страны, международных экономических условий и прогноз развития инфляции на ближайшие два года.

## Члены комитета
На нынешний момент в состав комитета входили 23 мужчины и 4 женщины. Среди них:
- Эдвард Джордж (Июнь 1997 — Июнь 2003)
- Ховард Дэвис (Июнь — Июль 1997)
- Мервин Кинг (Июнь 1997 — 30 Июнь 2008)
- Уиллем Бьютер (Июнь 1997 — Май 2000)
- Чарльз Гудхарт (Июнь 1997 — Май 2000)
- Ian Plenderleith (Июнь 1997 — May 2002)
- Дэвид Клементи (Сентябрь 1997 — Август 2002)
- ДеАнне Джулиус (Сентябрь 1997 — Май 2001)
- Alan Budd (Декабрь 1997 — Май 1999)
- Джон Виккерс (Июнь 1998 — Сентябрь 2000)
- Сушил Вадхвани (Июнь 1999 — Май 2002)
- Кристофер Оллсопп (Июнь 2000 — Май 2003)
- Стивен Никелл (Июнь 2000 — 31 Май 2006)
- Чарльз Бин (Октябрь 2000 — 30 Июнь 2013)
- Кейт Бейкер (Июнь 2001 — 31 Май 2010)
- Пол Такер (Июнь 2002 — 31 Май 2011)
- Мэриан Белл (Июнь 2002 — Июнь 2005)
- Эндрю Лардж (Сентябрь 2002 — Январь 2006)
- Ричард Ламберт (Июнь 2003 — Март 2006)
- Рейчел Ломакс (1 июля 2003 — 30 июня 2008)
- Дэвид Волтон (1 июля 2005 — 21 июня 2006)
- Джон Гив (16 января 2006 — Март 2009)
- Дэвид Бленчфлауэр (1 июня 2006 — 31 мая 2009)
- Тим Бесли (1 сентября 2006 — 31 августа 2009)
- Эндрю Сентенс (1 октября 2006 — 30 сентября 2009)
- Спенсер Дейл (1 июля 2008 — 30 июня 2011)
- Пол Фишер (1 марта 2009 — 28 февраля 2012)
- Дэвид Майлс (1 июня 2009 — 31 мая 2012)